# Index Medicus

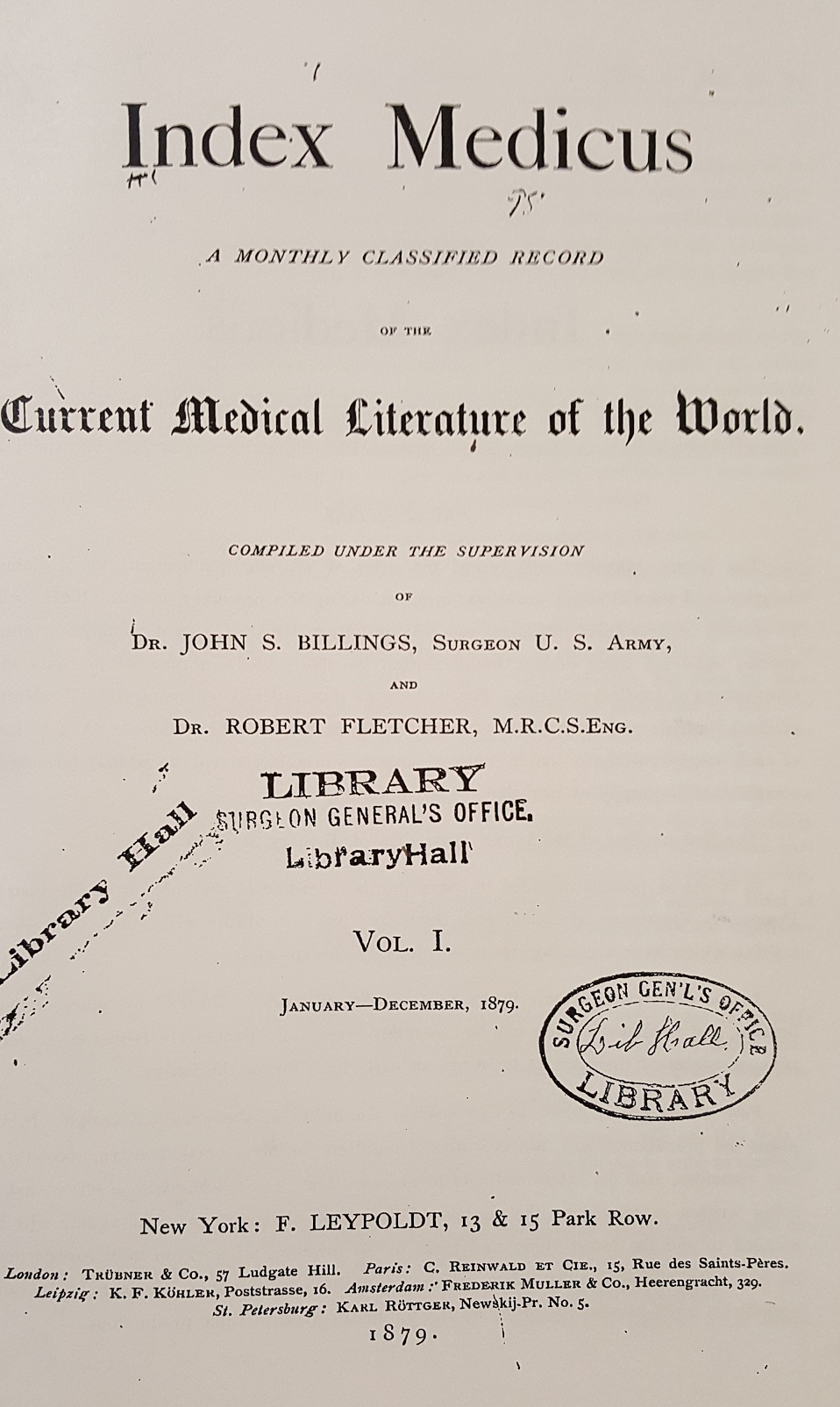
Index Medicus, Titelblatt der ersten Ausgabe von 1879

Der Index Medicus war eine amerikanische Fachbibliografie, die medizinische Publikationen und Bücher katalogisiert.
Sie wurde 1878 von dem Militärarzt John Shaw Billings gegründet. In den Jahrzehnten nach dem Zweiten Weltkrieg war sie die wichtigste Informationsquelle für medizinische Wissenschaftler. Herausgeber war die United States National Library of Medicine. Ein einzelner Jahrgang bestand aus vielen umfangreichen Bänden. Im Dezember 2004 wurde die gedruckte Ausgabe des Index Medicus eingestellt.
Der Nachfolger des Index Medicus ist die elektronische Datenbank MEDLINE, zu der es verschiedene Online-Zugänge gibt. PubMed ist eine Suchmaschine, die unter anderem in der MEDLINE Datenbank sucht.

## Weblink
- Seite der NLM zur Geschichte der Medizin